# Força Armada Nacional Bolivariana da Venezuela
A Força Armada Nacional da República Bolivariana da Venezuela (Fuerza Armada Nacional Bolivariana) é a principal força de defesa da Venezuela. Tem um dos maiores e mais bem armados exércitos do continente. Em 2015, o país tinha mais de 123 000 militares em suas fileiras (515 mil se contar com as milícias e a guarda nacional), com um orçamento anual de US$ 4,5 bilhões de dólares.